# Inácio Martins
Inácio Martins este un oraș în Paraná (PR), Brazilia.